# I promessi sposi (film, 1913, Rodolfi)
Ne doit pas être confondu avec le film de Del Colle de la même année.
Pour les articles homonymes, voir I promessi sposi (homonymie).
Pour plus de détails, voir Fiche technique et Distribution.
I promessi sposi est un film muet italien de 1913, réalisé par Eleuterio Rodolfi. C’est une adaptation du roman homonyme d’Alessandro Manzoni.

## Synopsis
L’histoire se déroule en 1628 dans un petit village sur le lac de Côme, le duché de Milan, alors sous domination espagnole. Le seigneur Don Rodrigo veut séduire Lucia, la fiancée de Renzeo, et menace le curé Don Abbondio afin qu’il ne célèbre pas leur mariage. Les deux jeunes gens sont contraints de fuir, aidés par le frère Cristoforo. Lucia se réfugie au couvent de Monza avec sa mère, tandis que Renzo se rend à Milan dans l’espoir d’obtenir gain de cause. Il est contraint de fuir à Bergame après avoir été pris dans une émeute et accusé de l’avoir organisée. Pendant ce temps, Lucia est enlevée par l’Innominato (« l’Innommé »). Ce dernier se ravise finalement, et la libère.
La Lombardie est alors déchirée par la guerre et la peste, mais Renzo et Lucia, qui survivent à la contagion, se retrouvent dans un dispensaire à Milan. Grâce au frère Cristofo, leurs dernières difficultés vaincues, ils parviennent enfin à se marier.

## Fiche technique
- Titre : I promessi sposi
- Réalisation : Eleuterio Rodolfi
- Société de production : Ambrosio Film
- Pays d'origine :  Royaume d'Italie
- Langue : italien
- Format : Noir et blanc – 1,33:1 – 35 mm – Muet
- Genre : Film dramatique
- Durée : 70 minutes
- Année : 1913

## Distribution
- Gigetta Morano : Lucia
- Mario Voller-Buzzi (it) : Renzo
- Ersilia Scalpellini : Agnese
- Bianca Schinini : Perpetua
- Umberto Scalpellini : Don Abbondio
- Antonio Grisanti (it) : l’Innommé
- Eugenia Tettoni : la religieuse de Monza
- Cesare Zocchi : frère Cristoforo
- Edoardo Rivolta : le cardinal Borromeo
- Luigi Chiesa : Don Rodrigo

## Production

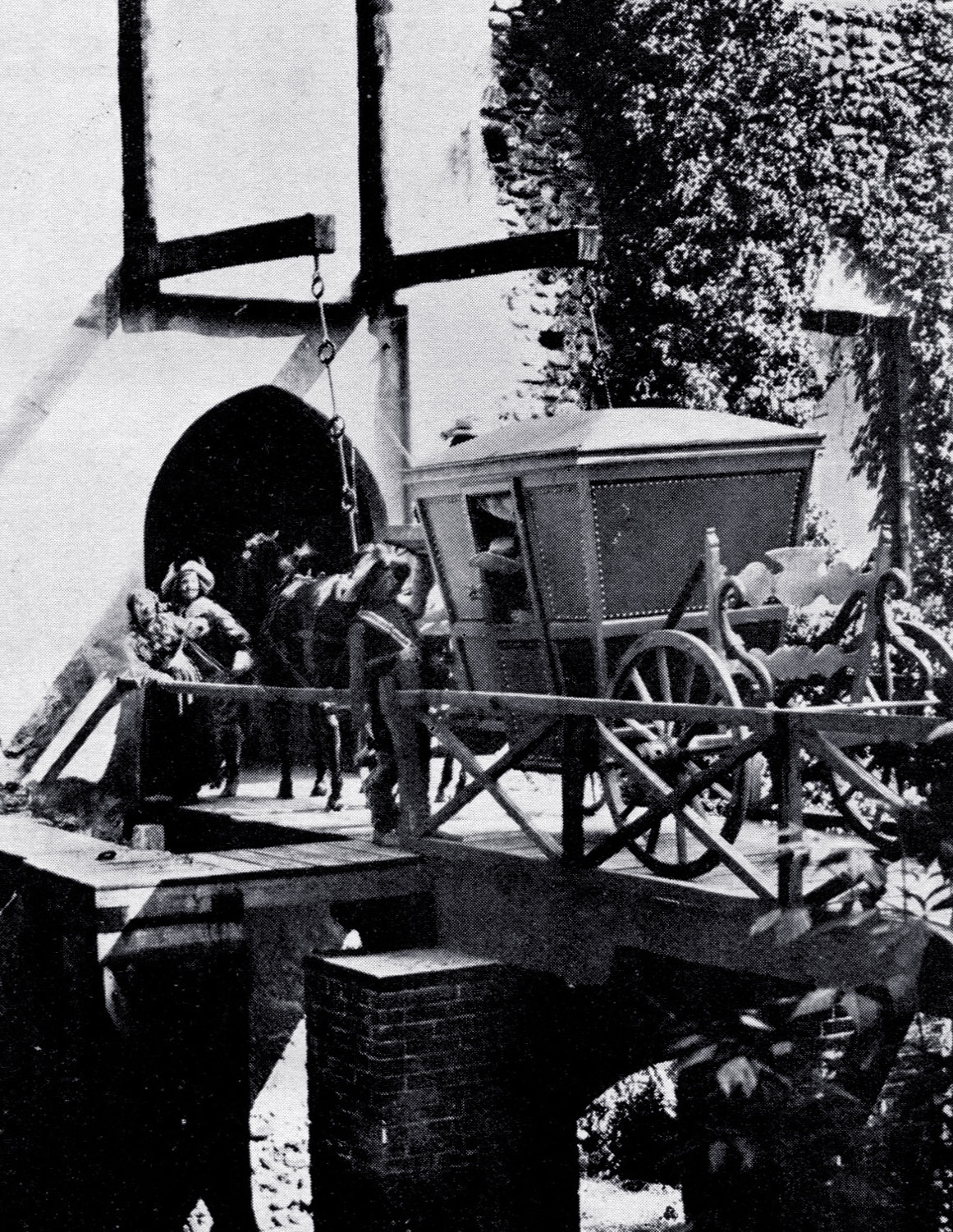
Le château de l’Innommé

Sorti en septembre 1913 avec une première au Lido de Venise, ce film fut l’un des deux adaptations du roman de Manzoni réalisées cette année-là. L’autre version fut réalisée par Ubaldo Maria Del Colle et produite par la société Pasquali Film. Il fut tourné en extérieur à Lecco, sur le lieu du roman. La sortie quasi simultanée de deux films inspirés de l’histoire de Reno et Lucia a été motivée par le 40e anniversaire de la mort de Manzoni et constitue « le premier cas de concurrence directe entre les sociétés [de production] turinoises, qui, la même année, s’opposeront encore plus fortement en sortant deux versions des Derniers Jours de Pompéi ». Cette version était caractérisée par une forte réduction de la complexité du roman, et dans certains cas, de modifications substentielles de son histoire, notamment dans la première et la dernière partie.
Le développement de cette concurrence sur des sujets similaires se déroule dans une période particulièrement heureuse du cinéma italien. « Les années de 1912 à 1914 marquent la grande expansion et la consolidation de la structure : l’industrie [cinématographique] italienne connaît son heure de splendeur et de succès les plus élevés », écrit Gian Piero Brunetta; au point que les exportations de films italiens montent à 40 millions de lires or avant la guerre. Profitant de cette vague, les maisons de production de Turin impliquées dans la compétition ouvrent de nouvelles implantations : Pasquali en ouvre une à Rome en 1911, tandis qu’en 1913 l’Ambrosio agrandi son implantation turinoise et s’installe à Bologne et à Naples.

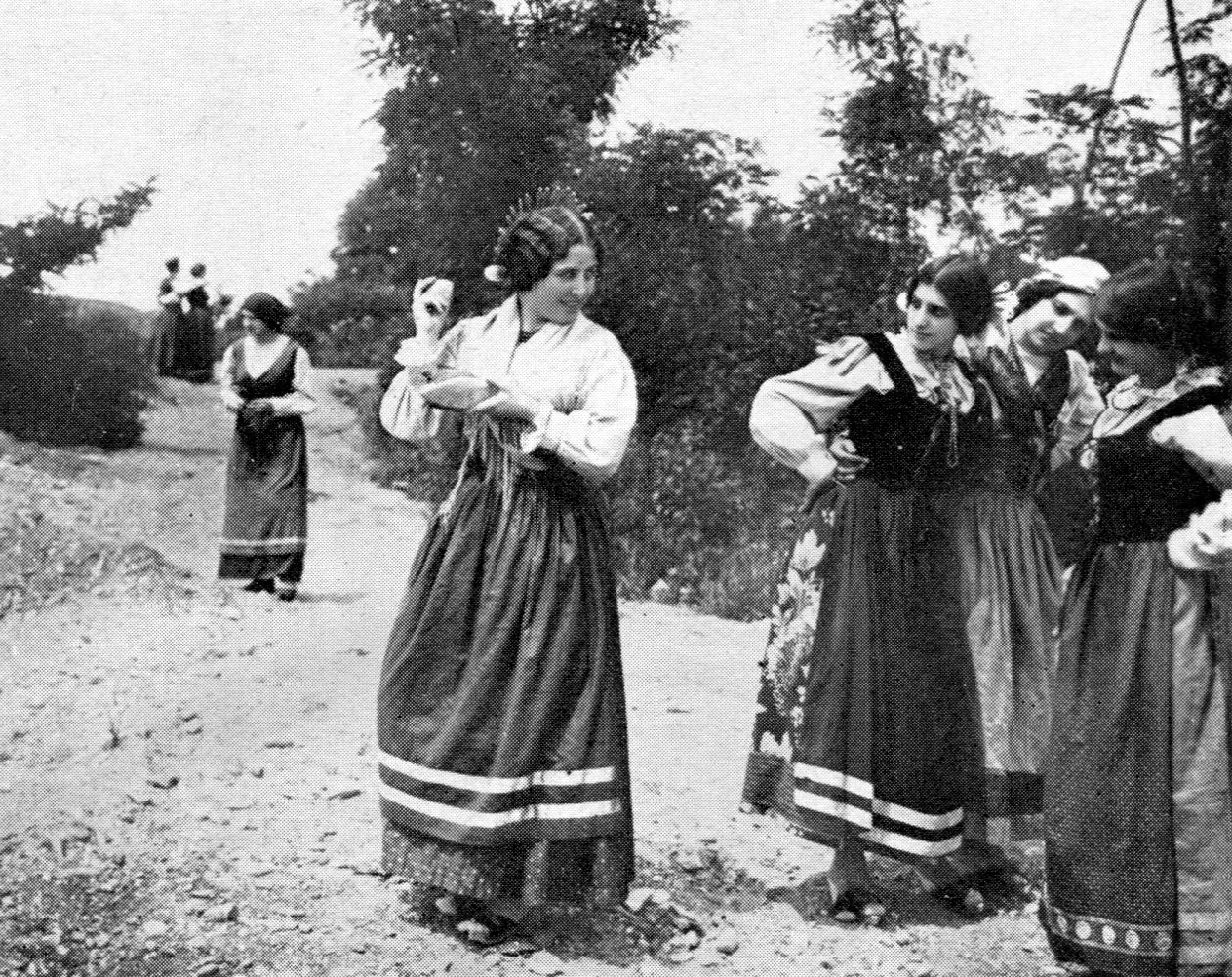
Gigetta Morano (au centre), qui joue Lucia Mondella

Ambrosio perd ici la course contre Pasquali en sortant son film deux mois après, malgré des coupures dans le scénario. Le film a également été distribué à l’étranger, aux États-Unis (où il fut distribué sous le titre The bethroted, tout comme son concurrent) et en Amérique latine. Dans certains cas, les deux films ont également été présentés ensemble dans la même salle de cinéma, ce qui a suscité plusieurs commentaires critiques.